# Csapdázás
A csapdázás az állatok élve vagy holtan való megfogására készült kisebb-nagyobb szerkezetek alkalmazása.  Ezek az eszközök önműködően vagy emberi beavatkozással működnek. Fontosabb típusaik: csapóvas vagy tányérvas (lábfogó csapda, kaptány), dorongcsapda, ládacsada, csapóháló, héjakosár, befogó ketrec és befogó udvar.
A csapdázást és a hurkozást passzív vadászati módszernek is nevezik, mivel az csapdák többnyire - valamilyen áttételen alapuló szerkezet közbeiktatásával - az elfogni kívánt állat közreműködésével jönnek működésbe. A csapdákat rendszerint az állatok rendszeres mozgásának útvonalára (vadváltó) helyezik ki és legtöbbször valamilyen csalit is használnak az állatok odavonzása érdekében. Általában egy, ritkán több állat befogására, megsebesítésére vagy megölésére alkalmasak.
A csapdás és hurkos vadfogás már az őskori vadászatnak is része volt. A néprajzi kutatás a ezeket az ősfoglalkozások közé sorlja, amit a magyarság esetében a finnugor korig lehet visszavezetni.